# Lactobacillus delbrueckii
Lactobacillus delbrueckii és una espècie de bacteri que forma part de la flora microbiana del tracte reproductiu inferior de les dones
L'epítet específic d’aquesta espècie porta el cognom de Max Delbrück, i L. delbrueckii i L. delbrueckii subsp. bulgaricus es van produir a escala industrial a partir de 1896. L'Institut de Biotecnologia fundat per Delbrück va quedar a Berlin Oriental i l'any 1967 el seu nom va canviar pel d’Institut für Gärungsgewerbe und Biotechnologie zu Berlin (IFGB).)